# 穆尔费尔德
穆尔费尔德（德語：Murfeld）是奥地利施泰尔马克州的一个旧市镇。总面积24.22平方公里，总人口1700人，人口密度70.2人/平方公里（2005年）。2015年，市镇穆尔费尔德被撤销，其被划分至市镇南施泰尔马克地区圣法伊特与施泰尔马克地区施特拉斯。